# Olof skottkonung (pjäs)
Olof skottkonung är en pjäs från 1620 av den svenske författaren Andreas Johannis Prytz. Den handlar om kung Olof Skötkonungs beslut att övergå till kristendomen och låta sig döpas av den engelske biskopen Sigfrid. Pjäsen är i fem akter och är skriven på parvis rimmad åttastavig vers.
Liksom Prytz' andra pjäs, Konung Gustaf then första från 1621, är Olof skottkonung starkt påverkad av Johannes Messenius' historiska dramer från 1610-talet. Versuppbyggnaden i Olof skottkonung är underlägsen Messenius, men berättartekniskt är den mer genomtänkt. Utmärkande är också Prytz' kristna teman, som bland annat kommer till uttryck i pjäsens skildring av hedendomen som grym och nyttjande av människooffer. Pjäsen uruppfördes i Stockholm den första och andra december 1620 av 35 studenter från Uppsala universitet. Föreställningen var en del av bröllopsfirandet för kung Gustav Adolf och Maria Eleonora.